# Gamalero
Gamalero est une commune italienne de la province d'Alexandrie, dans la région Piémont.

## Administration
| Période                                  | Période | Identité | Étiquette | Qualité |
| ---------------------------------------- | ------- | -------- | --------- | ------- |
|                                          |         |          |           |         |
| Les données manquantes sont à compléter. |         |          |           |         |

### Hameaux
San Rocco

### Communes limitrophes
Carentino, Cassine, Castellazzo Bormida, Castelspina, Frascaro, Mombaruzzo, Sezzadio